# 泡菜炒飯
泡菜炒飯 (김치볶음밥)是一種很流行的朝鲜民族飯食，屬於拌飯類。配料除了有朝鲜泡菜以外，還有蛋(可放炒蛋或生雞蛋)、火腿、海苔及其他蔬菜。

## 做法
主料为冷米饭、泡菜、黑芝麻、牛肉末和葱花，调料主要是盐和油。做法是先用油炒匀肉末，后加入泡菜，炒出酸辣味，并加入黑芝麻。之后倒入冷米饭，撒上盐，炒匀后盛出即可。

## 图集

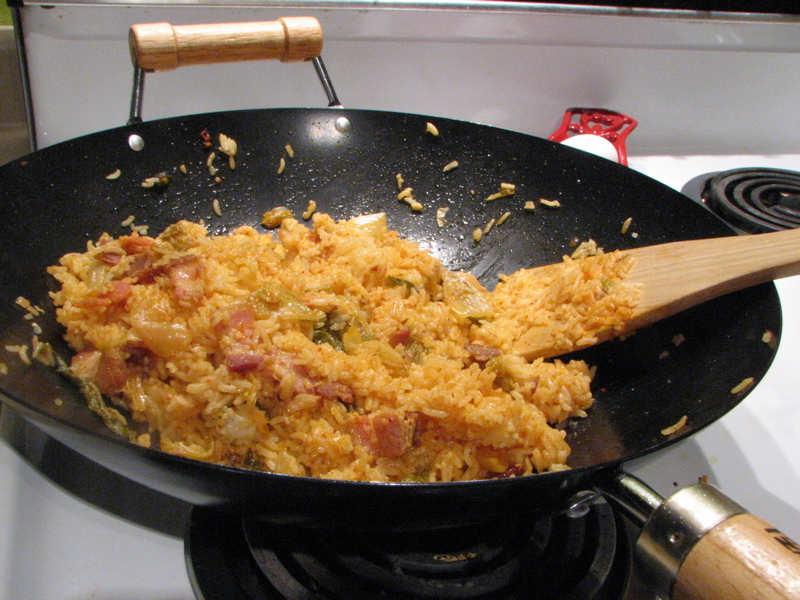
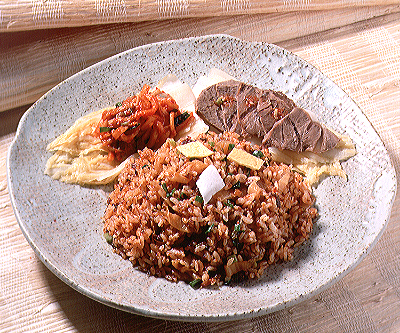
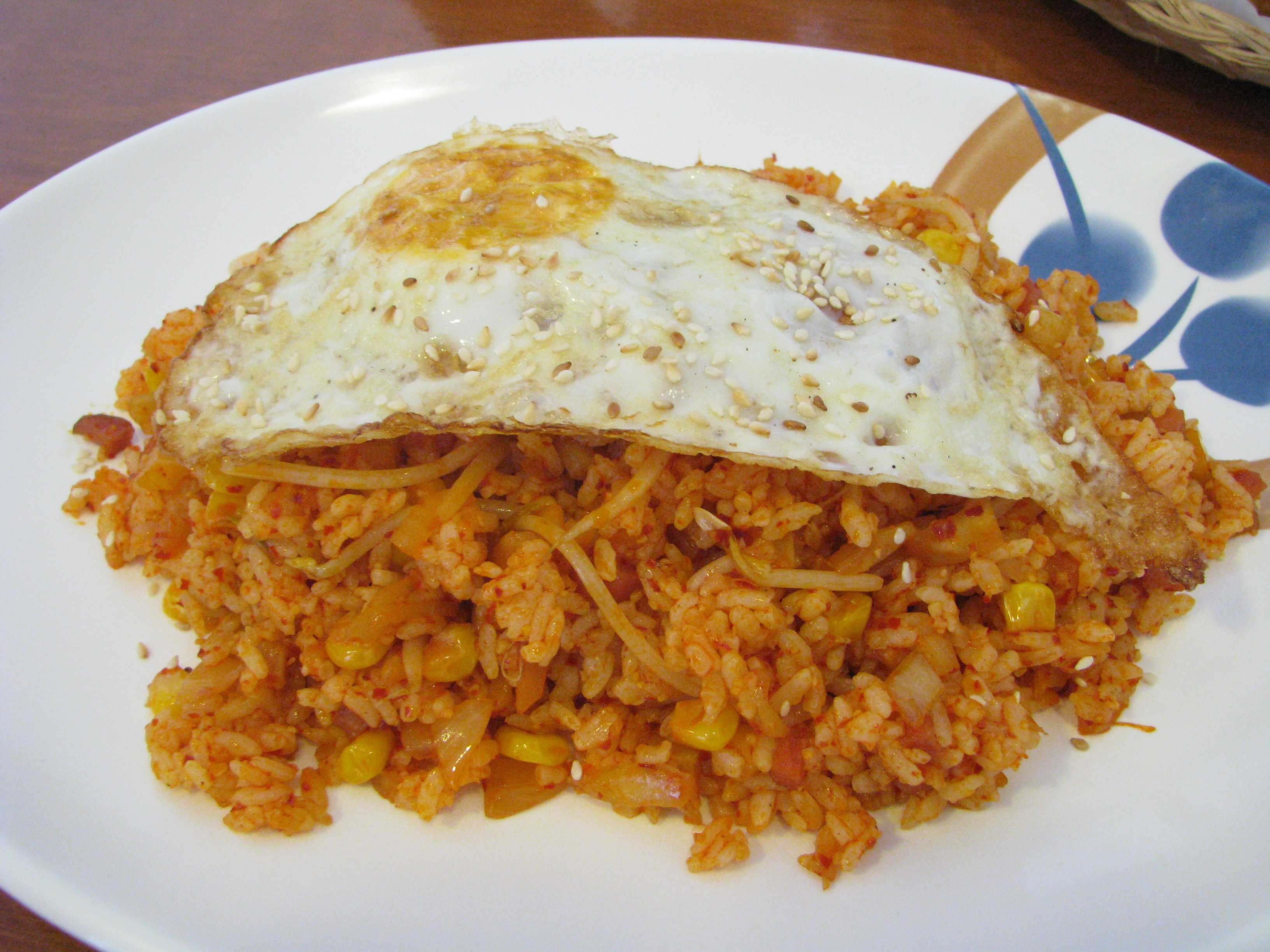
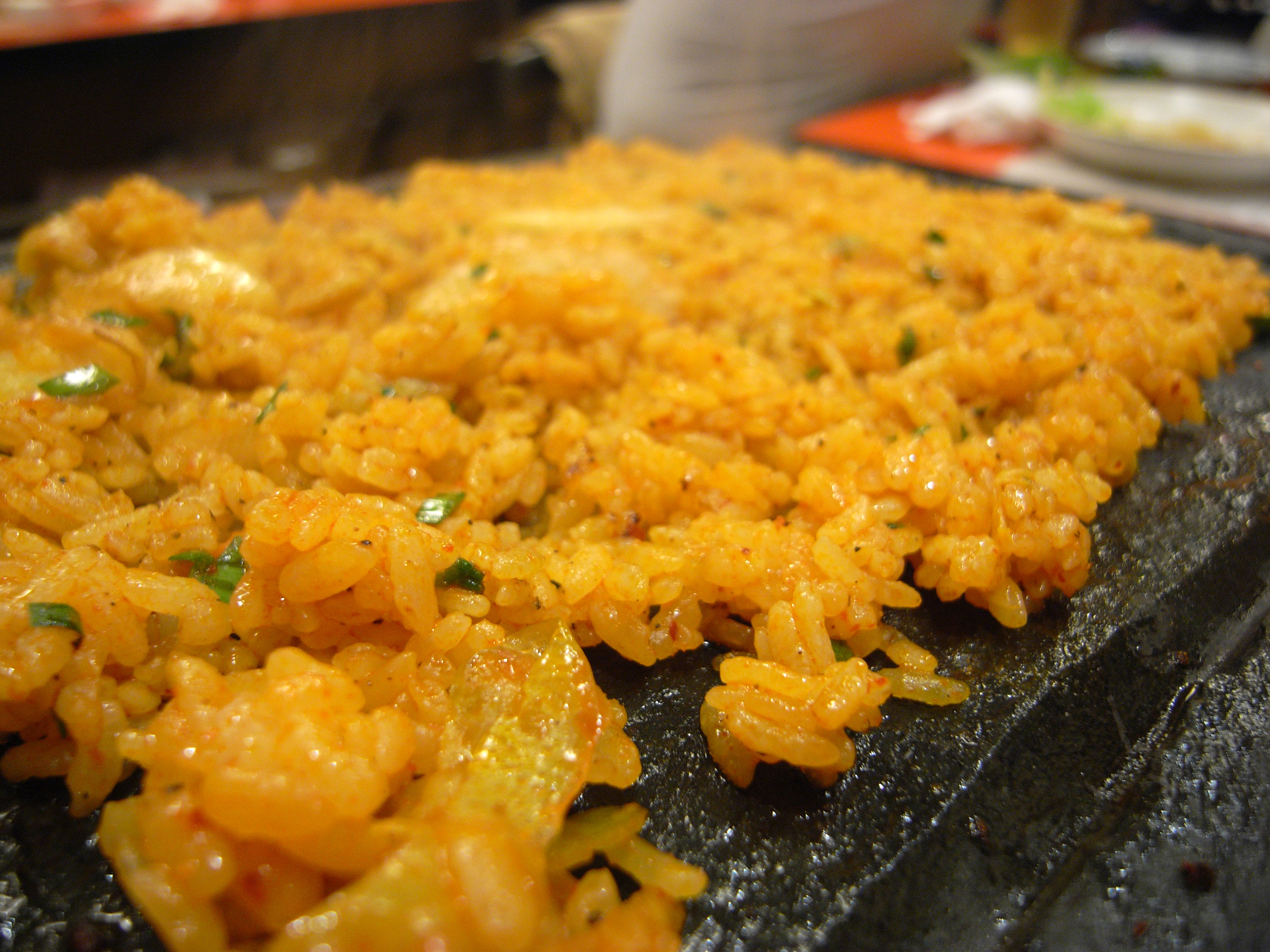
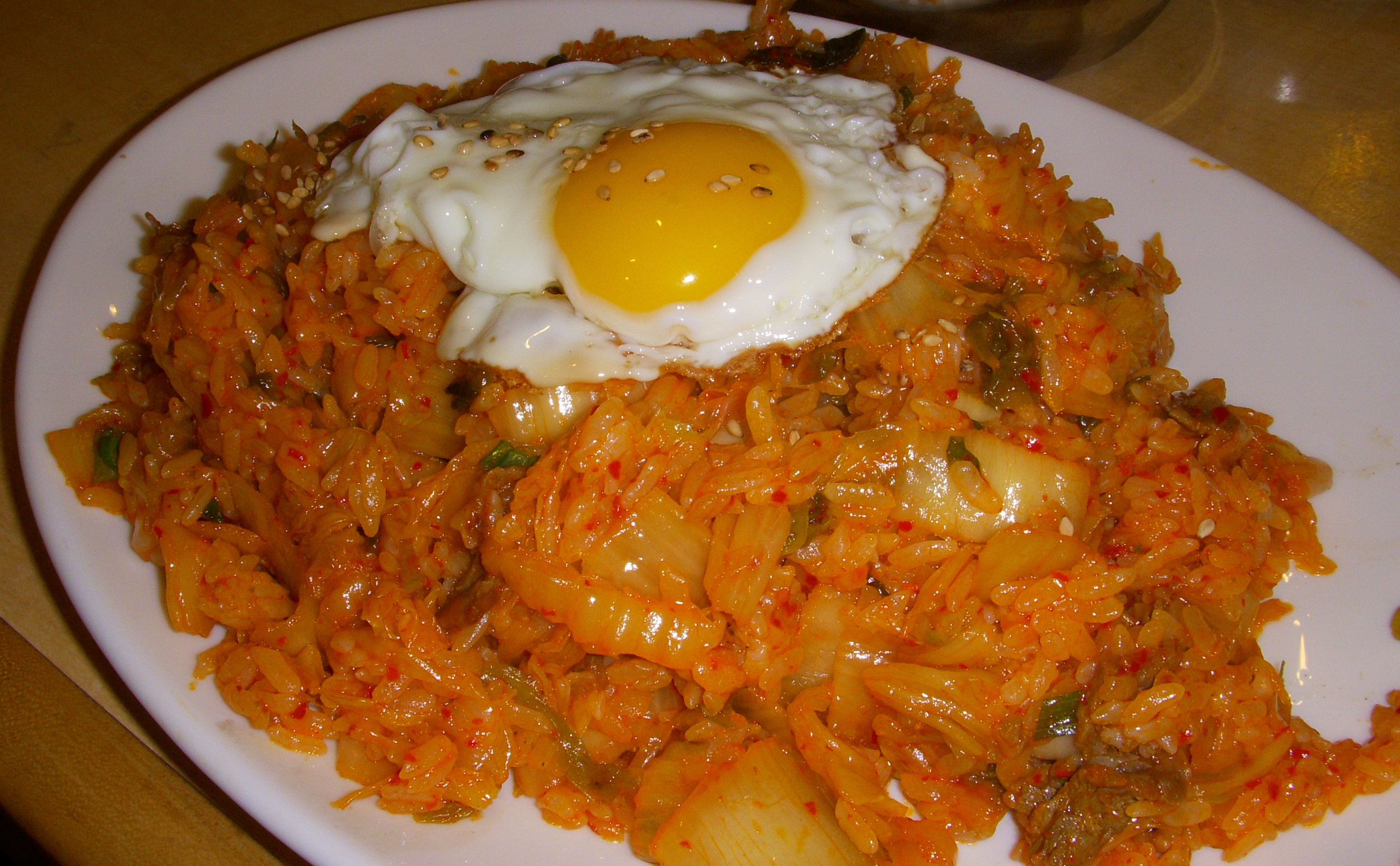
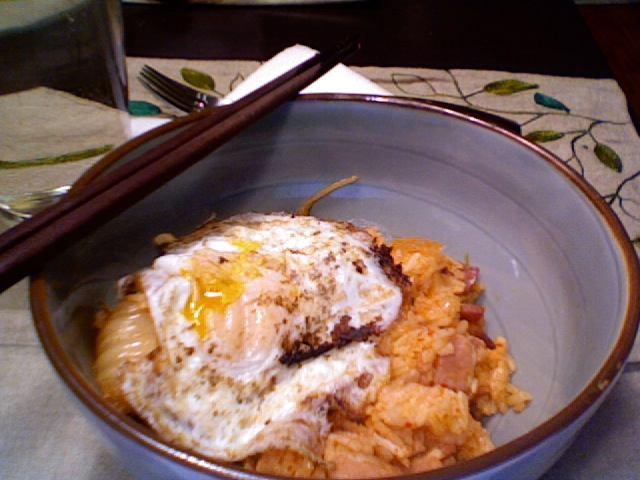
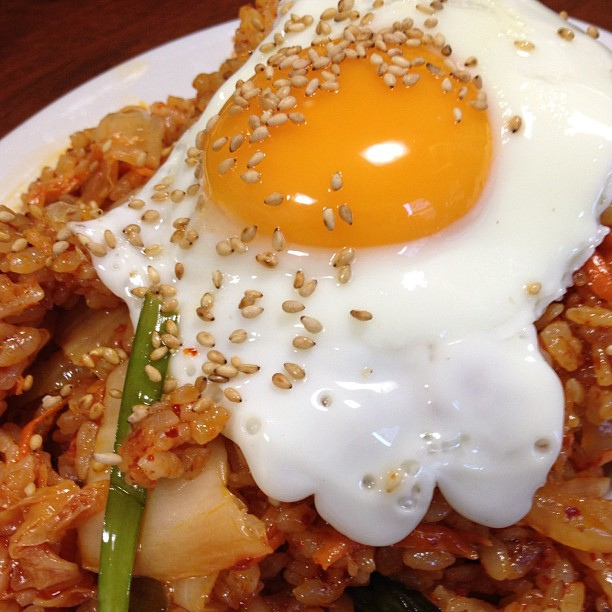
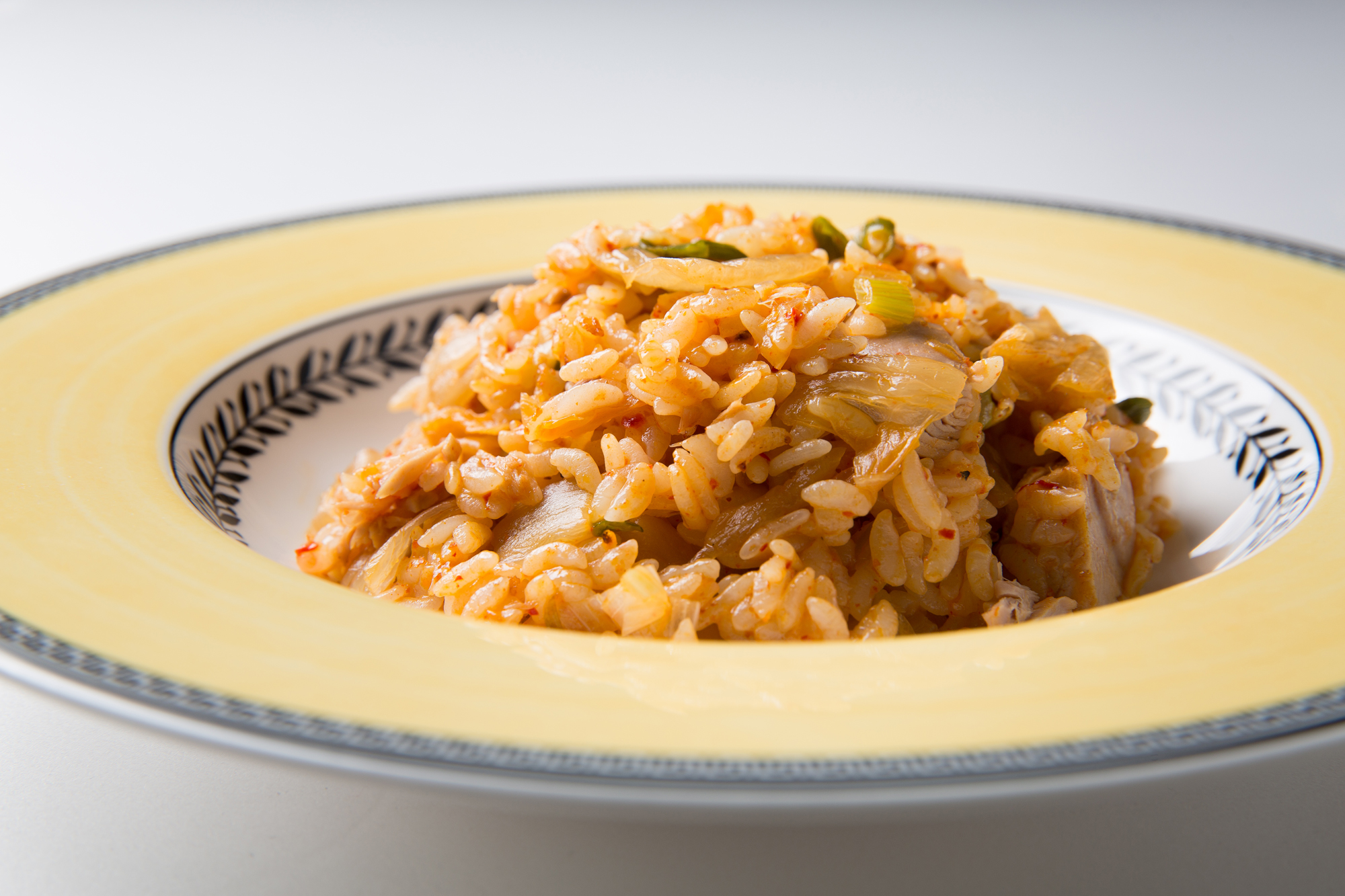
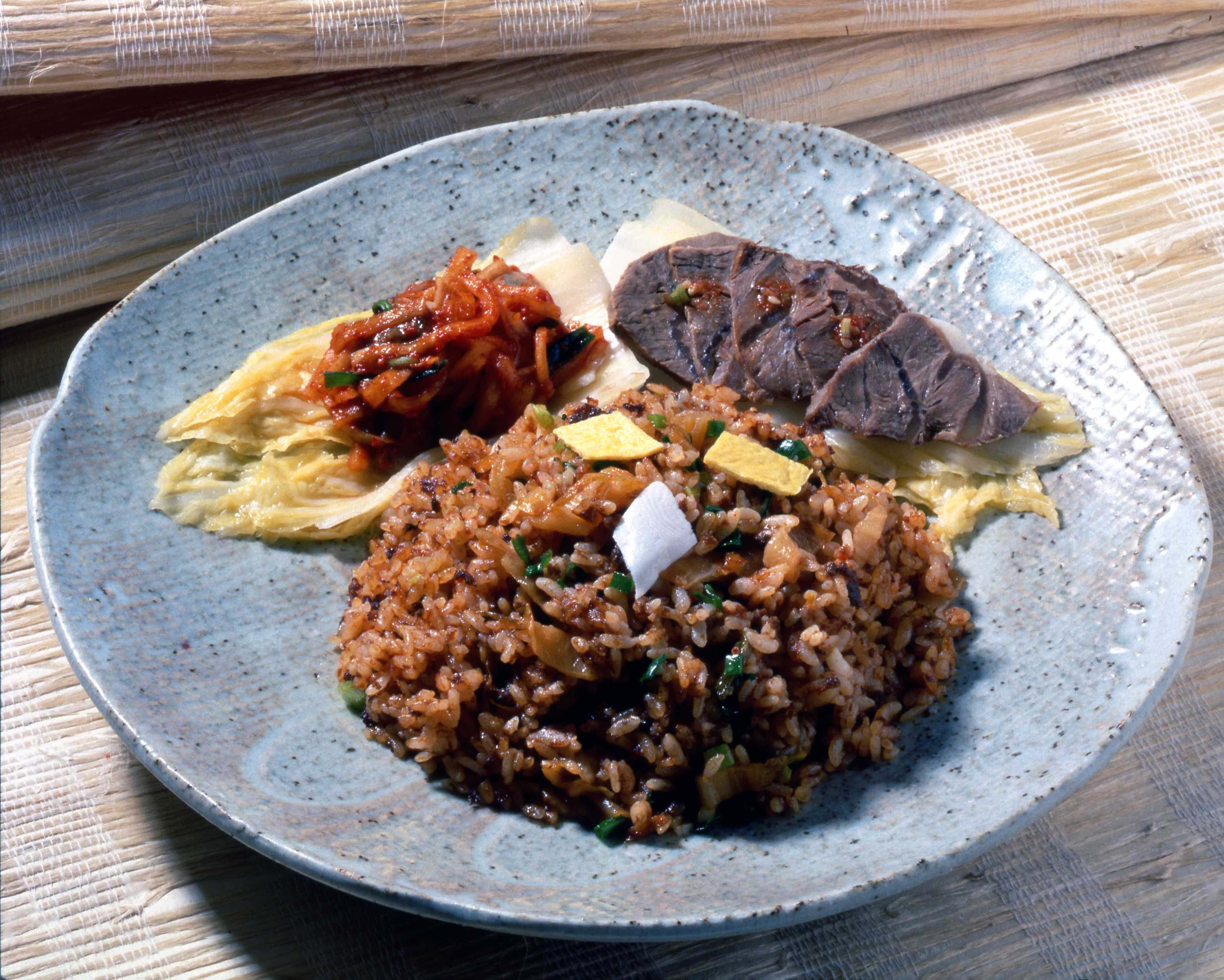
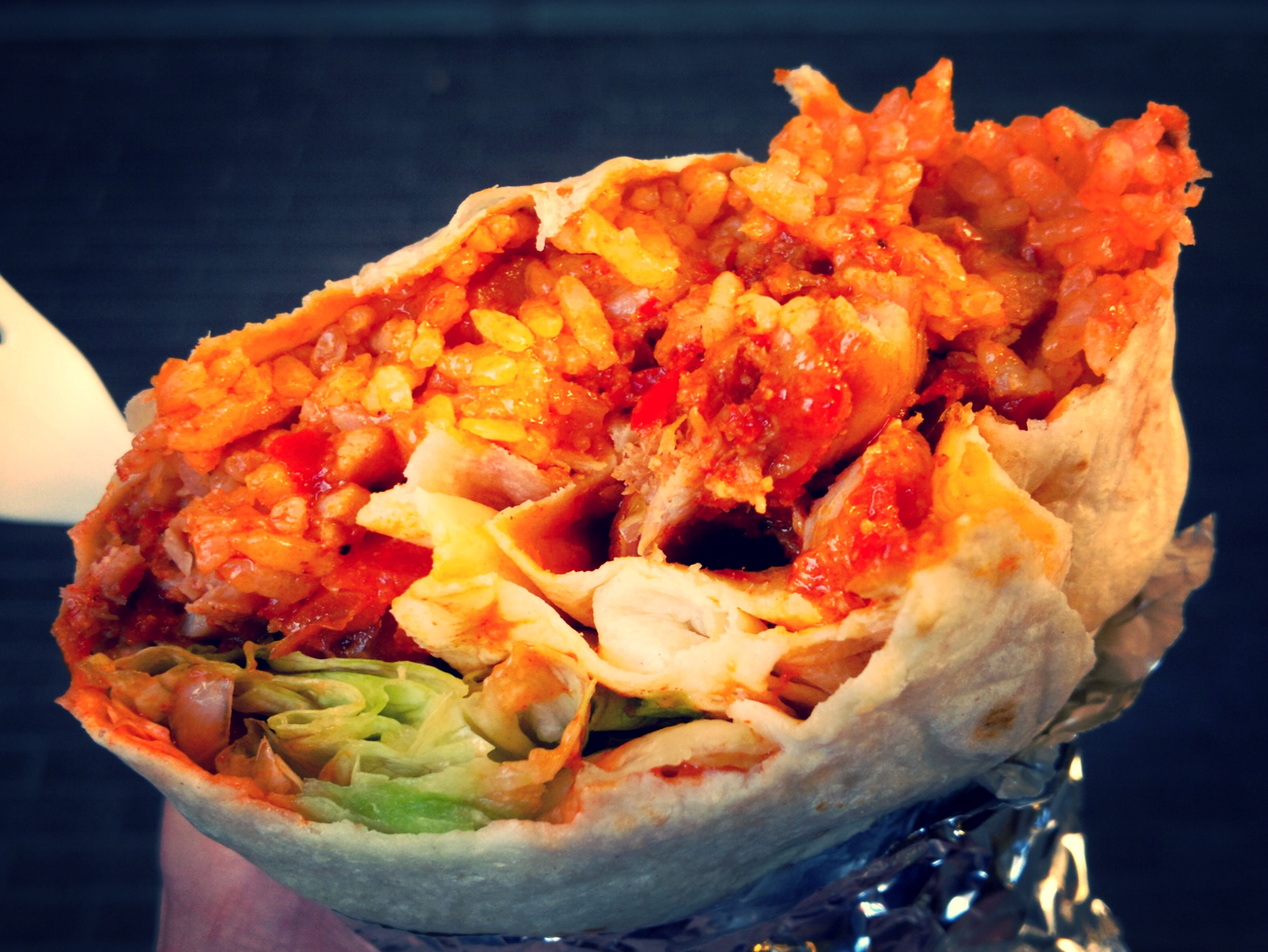

## 參看
- 韓國泡菜
- 韓國料理